# Campeonato Mundial de Tiro con Arco al Aire Libre de 1959
El XX Campeonato Mundial de Tiro con Arco al Aire Libre se celebró en Estocolmo (Suecia) entre el 6 y el 9 de agosto de 1959 bajo la organización de la Federación Internacional de Tiro con Arco (FITA) y la Federación Sueca de Tiro con Arco.

## Medallistas

### Masculino
| Evento                  | Oro                                                     | Plata                                                   | Bronce                                                     |
| ----------------------- | ------------------------------------------------------- | ------------------------------------------------------- | ---------------------------------------------------------- |
| Arco recurvo individual | James Caspers Estados Unidos                            | Robert Kadlec Estados Unidos                            | James Needey Estados Unidos                                |
| Arco recurvo por equipo | James Caspers Robert Kadlec James Needey Estados Unidos | Robert Cogniaux · Oscar Kessels · René Boussu · Bélgica | Sten-Erik Carlsson · Stig Thysell · Eric Karlsson · Suecia |

### Femenino
| Evento                  | Oro                                                          | Plata                                              | Bronce                                                        |
| ----------------------- | ------------------------------------------------------------ | -------------------------------------------------- | ------------------------------------------------------------- |
| Arco recurvo individual | Ann Weber-Corby Estados Unidos                               | Sigrid Johansson · Suecia                          | Lucille Shine Estados Unidos                                  |
| Arco recurvo por equipo | Ann Weber-Corby Lucille Shine Carole Meinhart Estados Unidos | Laurie Fowler June Heywood Sadia Miles Reino Unido | Eliška Šafránková Irena Břízová Božena Deptová Checoslovaquia |

## Medallero
| Núm. | País           | Oro | Plata | Bronce | Total |
| ---- | -------------- | --- | ----- | ------ | ----- |
| 1    | Estados Unidos | 4   | 1     | 2      | 7     |
| 2    | Suecia         | 0   | 1     | 1      | 2     |
| 3    | Bélgica        | 0   | 1     | 0      | 1     |
| 3    | Reino Unido    | 0   | 1     | 0      | 1     |
| 5    | Checoslovaquia | 0   | 0     | 1      | 1     |
|      | TOTAL          | 4   | 4     | 4      | 12    |